# Joseph Moretti
Joseph Moretti (* im 18. Jahrhundert in Mailand; † 1. Mai 1793 in Aachen) war Architekt und Barockbaumeister des 18. Jahrhunderts.

## Leben und Wirken
Joseph Moretti wurde vermutlich in Mailand geboren. Andere Quellen sprechen von Lüttich oder Aachen. Er war neben Laurenz Mefferdatis und Johann Joseph Couven einer der bedeutendsten Barockbaumeister Aachens sowie der Region Maas-Rhein.
Zu den wichtigsten Bauwerken zählen die Ungarnkapelle des Aachener Doms sowie der Klosterather Hof, eine frühere große Klosteranlage. Im niederländischen Vaals errichtete er in den Jahren 1761–1765 das Tuchmacherhaus Clermont., aber auch die im Rokoko-Stil errichteten Teile des Klosters Abtei Rolduc gehört zu seinen Werken. Im belgischen Eupen entstand unter seiner Mitwirkung der Neubau der Klosterkirche Eupen.
In seiner Heimatstadt Aachen sind nur wenige Bauwerke erhalten geblieben. Neben der Ungarnkapelle als Nebenkapelle des Aachener Doms befindet sich der Torbogen des ehemaligen Klosters Klosterather Hof auf dem heutigen Gelände der RWTH Aachen. Morettis aufwendig errichtetes Wohnhaus in der Annastrasse 11 existiert nicht mehr.

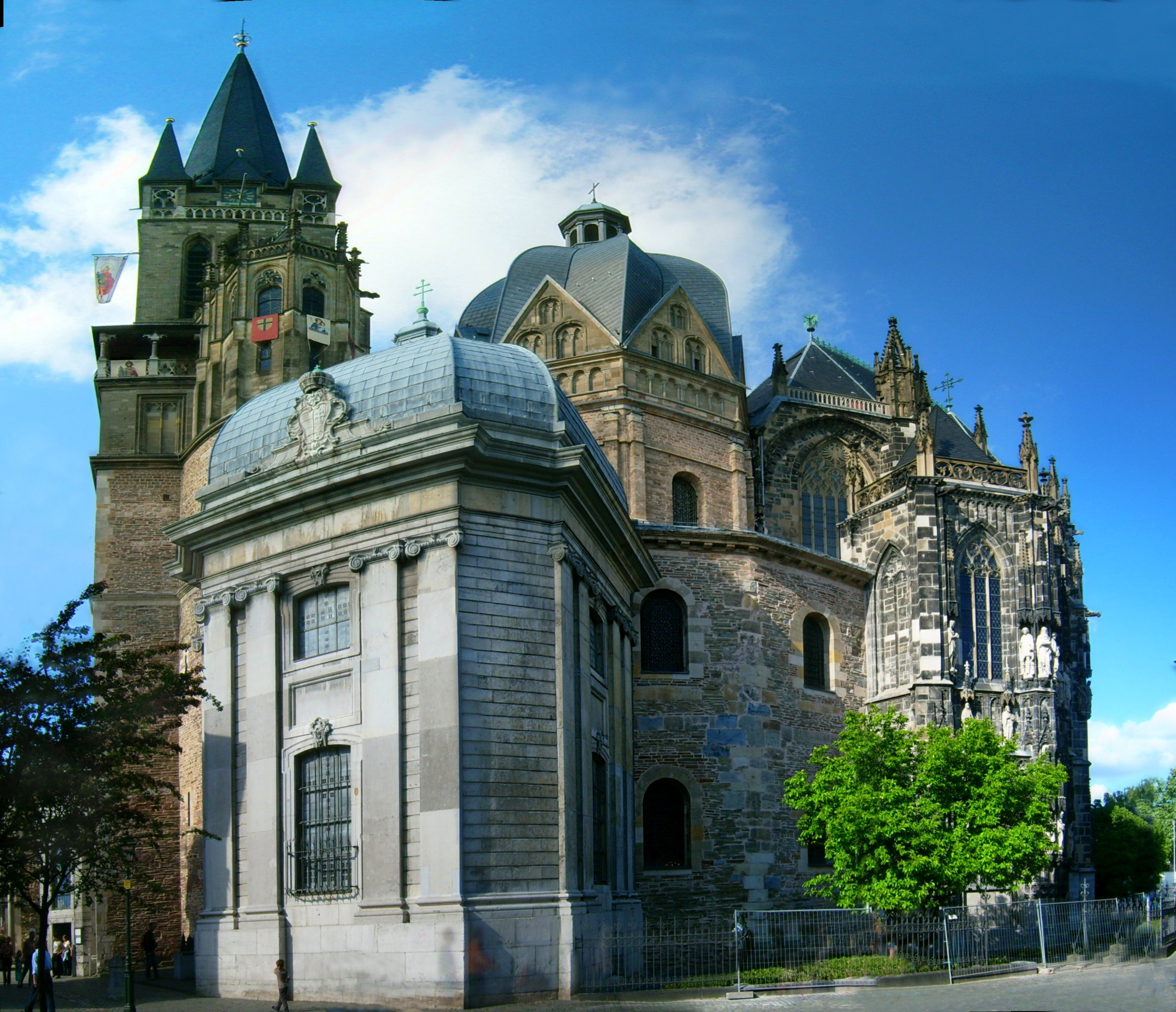
Ungarnkapelle
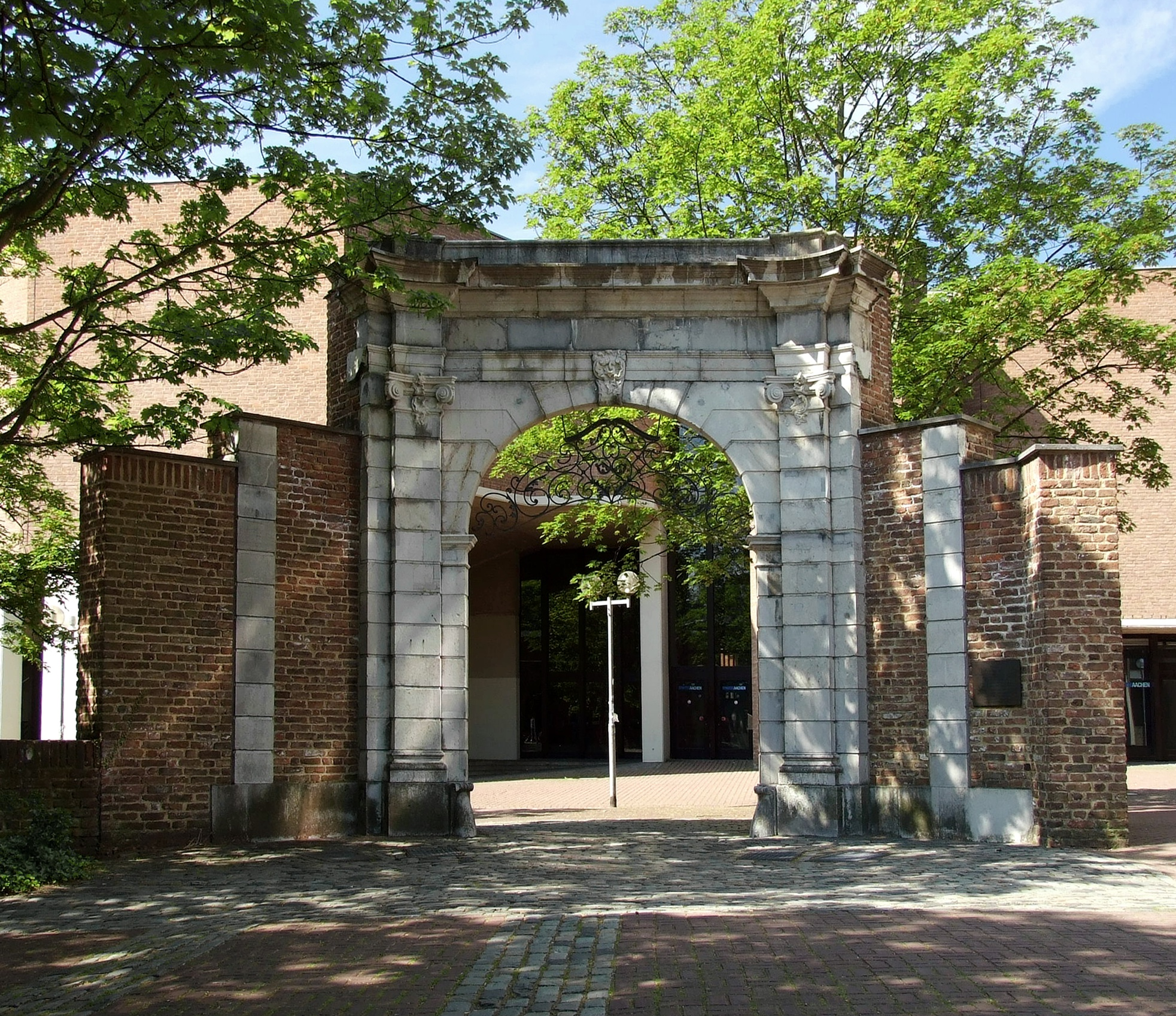
Torbogen des Klosterather Hofes
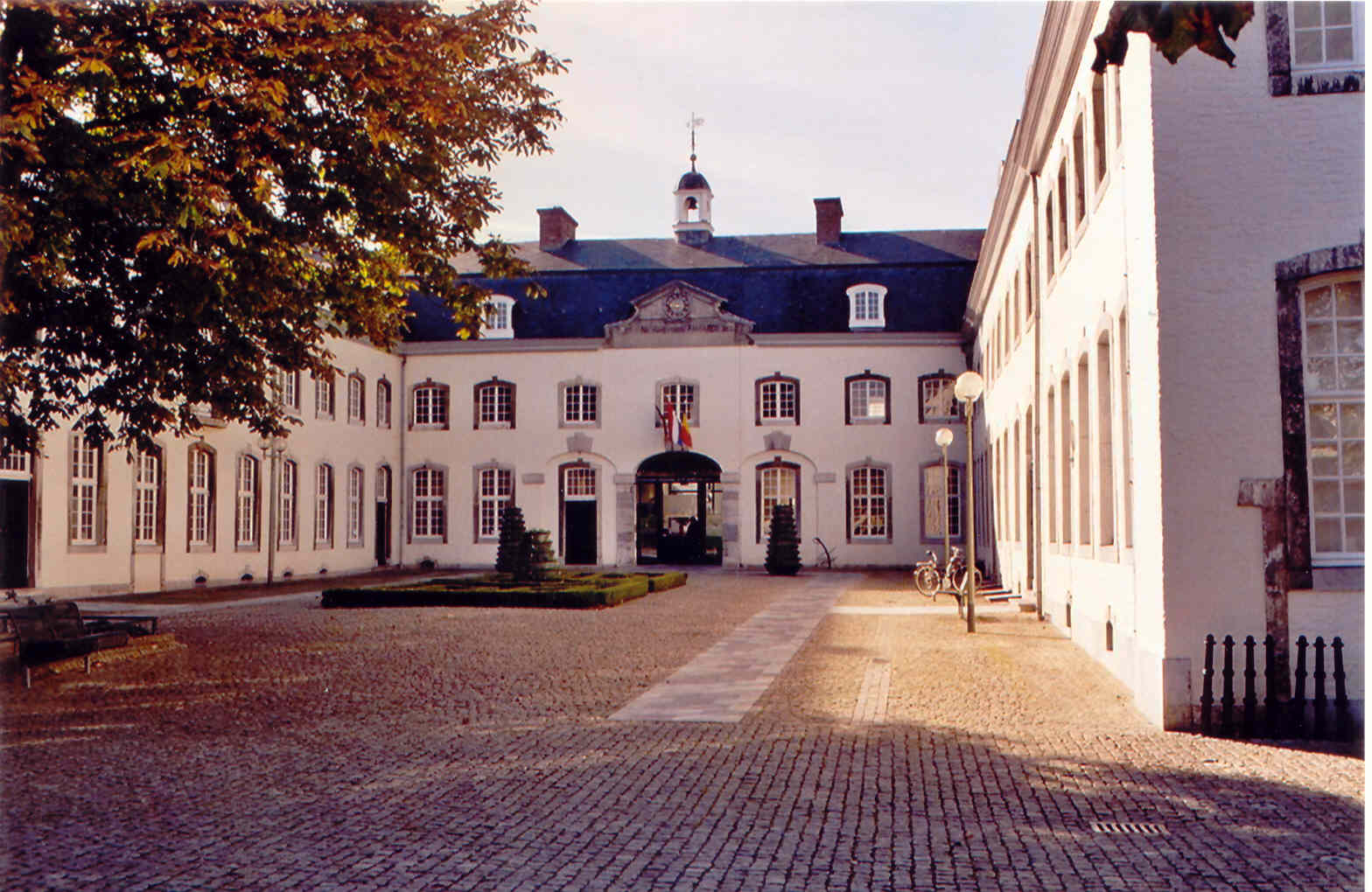
Haus Clermont, Vaals
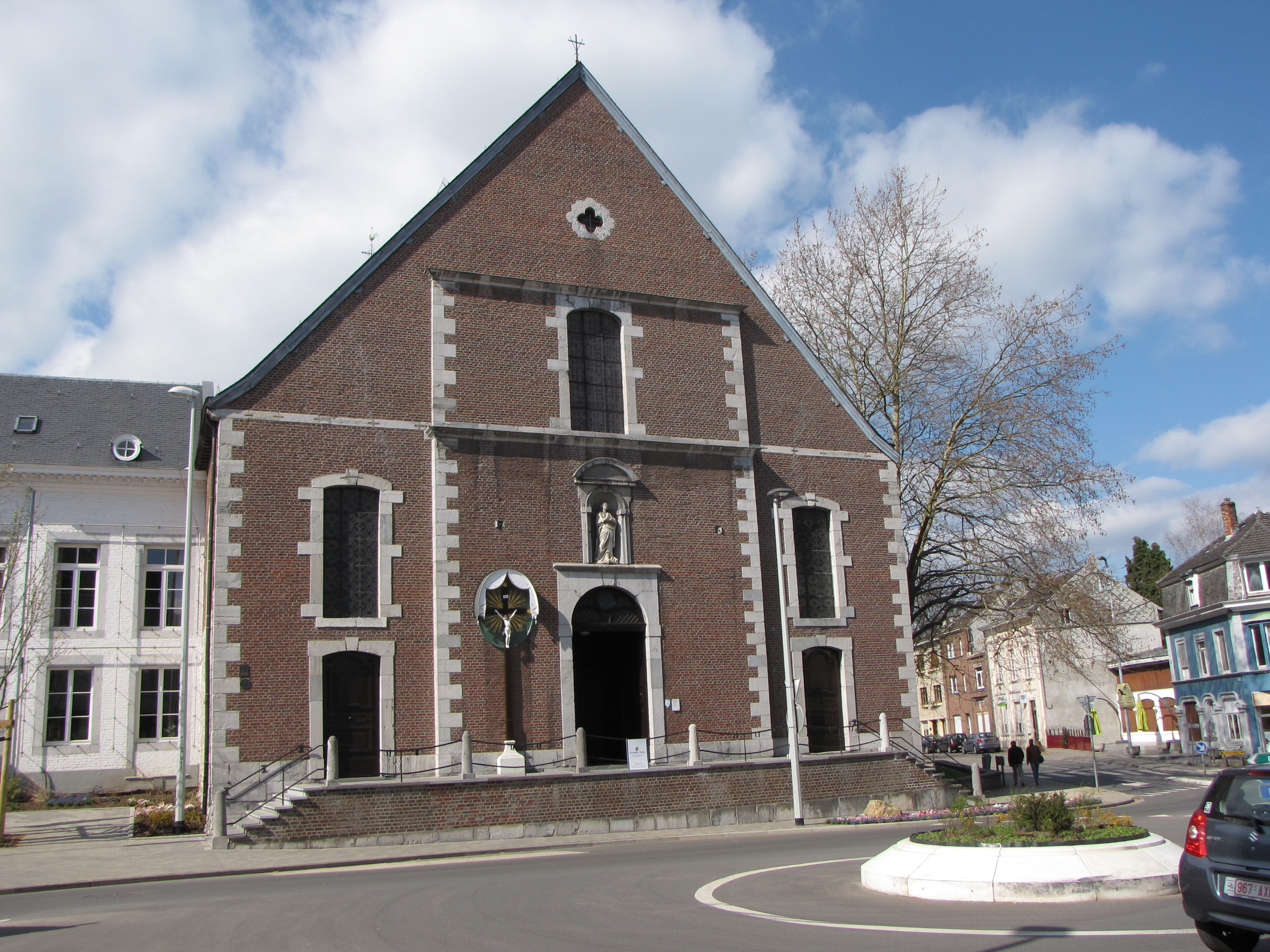
Klosterkirche in Eupen

Joseph Moretti starb am 1. Mai 1793 und wurde im Totenkeller der Kirche St. Follian beigesetzt.

## Werke

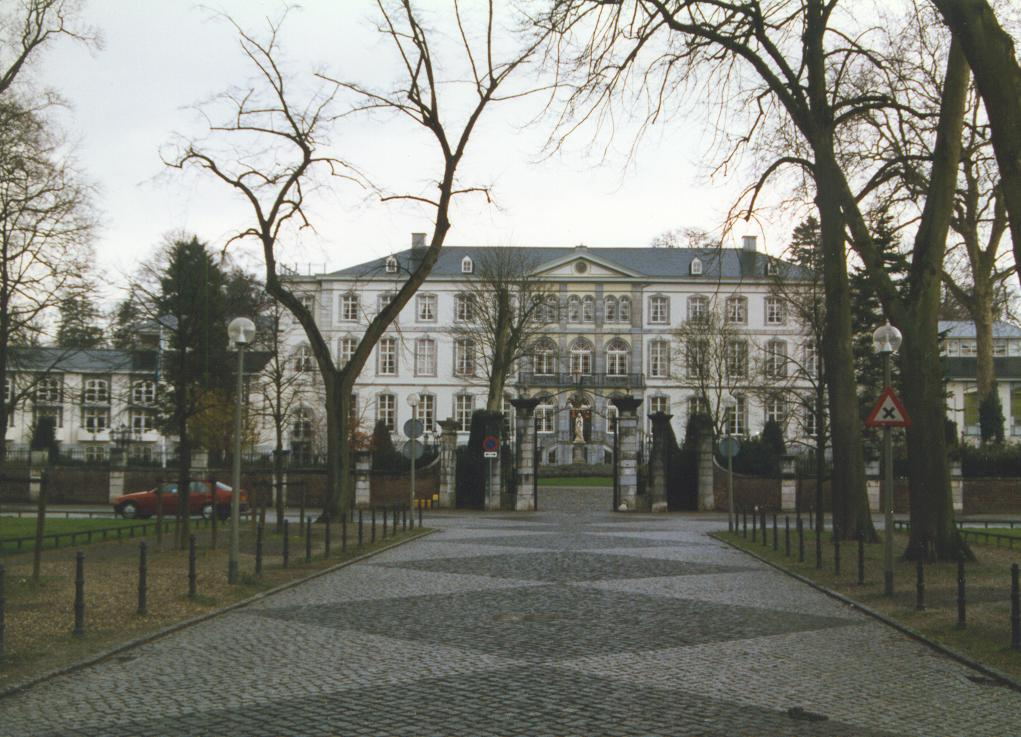
Schloss Blumenthal

- 1754 Rokoko-Bibliothek der Abtei Rolduc, Kerkrade (NL)
- 1756 Neubau der Ungarnkapelle des Aachener Doms, nachdem der Vorgängerbau von Johann Joseph Couven von 1747 bereits im Jahr 1755 wegen Baumängeln niedergelegt werden musste.[8]
- 1761–1765 Haus Clermont in Vaals (NL)
- 1768–1771 Kirche St. Hubertus in Lontzen (B)
- 1773–1776 Entwurf für die Klosterkirche in Eupen (B), der lediglich teilweise umgesetzt wurde.
- 1780 Kirche St. Stephanus in Montzen (B)
- 1786–1795 Schloss Blumenthal in Vaals (NL)
- 1786 Klosterather Hof, Torbogen erhalten und transloziert
- Umfriedung der Pfarrkirche St. Nikolaus in Eupen (B)[9]

Darüber hinaus werden Moretti zugeschrieben:
- 1777 D’r Bau, Tentstraat in Vaals (NL)[10]
- 1790 Haus Kirchfeld, auch als Altes Kurhaus oder Binterimse Huis bezeichnet, in Vaals (NL)[10]
- Umbau von Haus De Esch in Vaals (NL)[11]